# ×Agroelymus
× Agroelymus là một chi thực vật có hoa trong họ Hòa thảo (Poaceae).

## Loài
Chi × Agroelymus gồm các loài:
- ×Agroelymus adamsii J.Rousseau
- ×Agroelymus bowdenii B.Boivin
- ×Agroelymus cayouetteorum B.Boivin
- ×Agroelymus colvillensis Lepage
- ×Agroelymus dorei Bowden
- ×Agroelymus hultenii Melderis
- ×Agroelymus mossii Lepage
- ×Agroelymus palmerensis Lepage
- ×Agroelymus turneri Lepage
- ×Agroelymus ungavensis (Louis-Marie) Lepage